# Industriestraße 7 (Magdeburg)

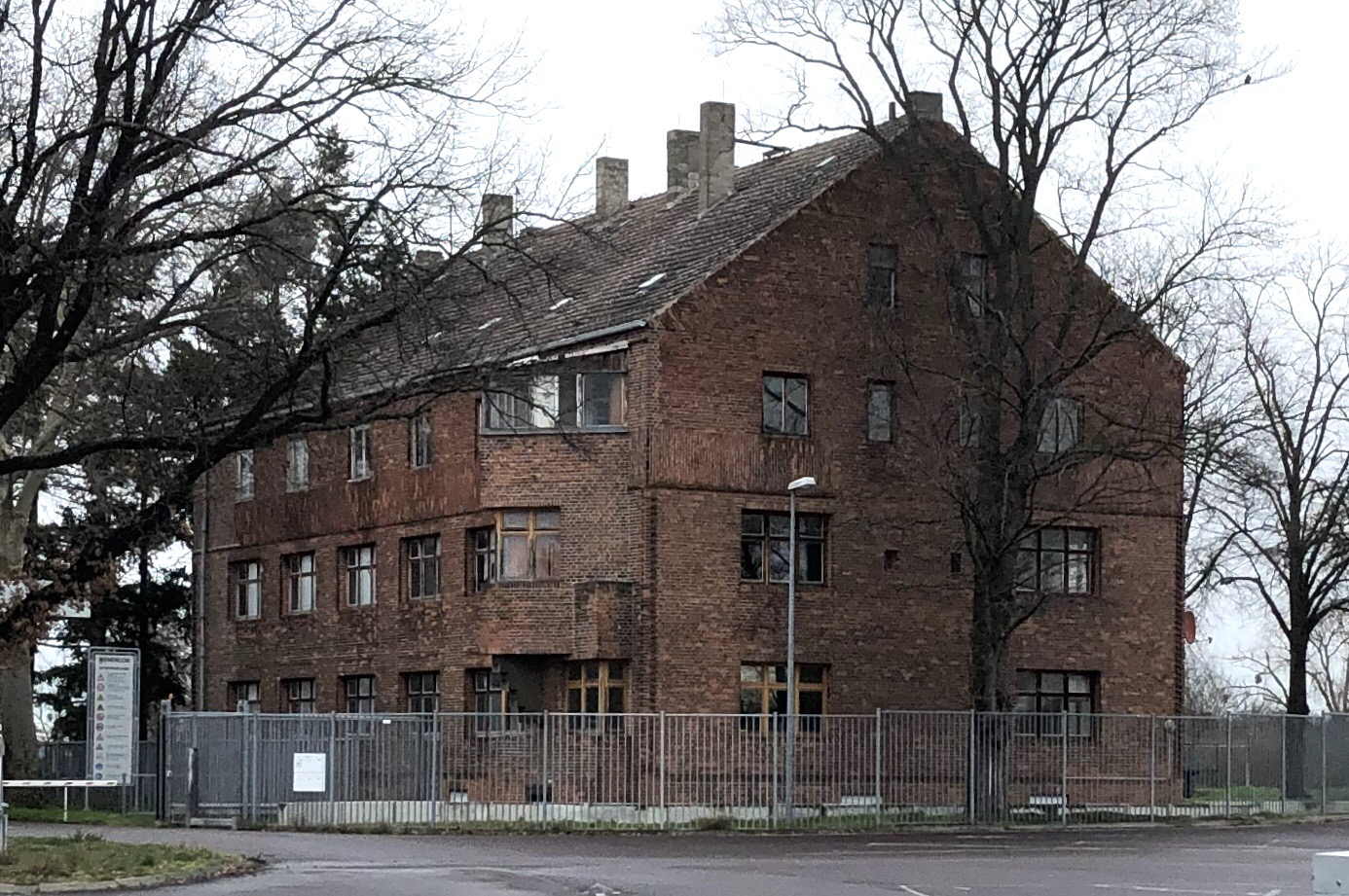
Industriestraße 7 im Jahr 2020

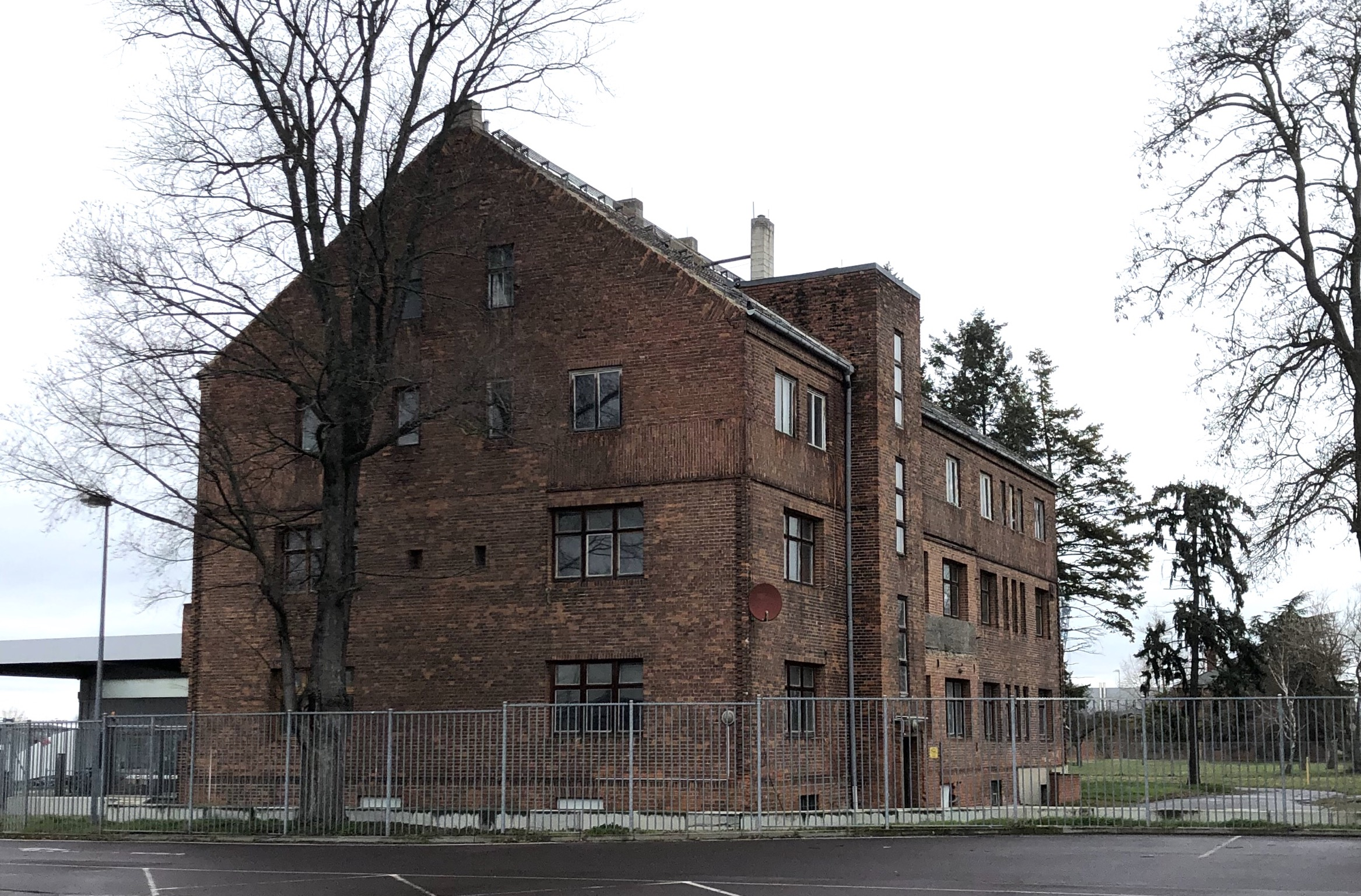
Blick von Südosten

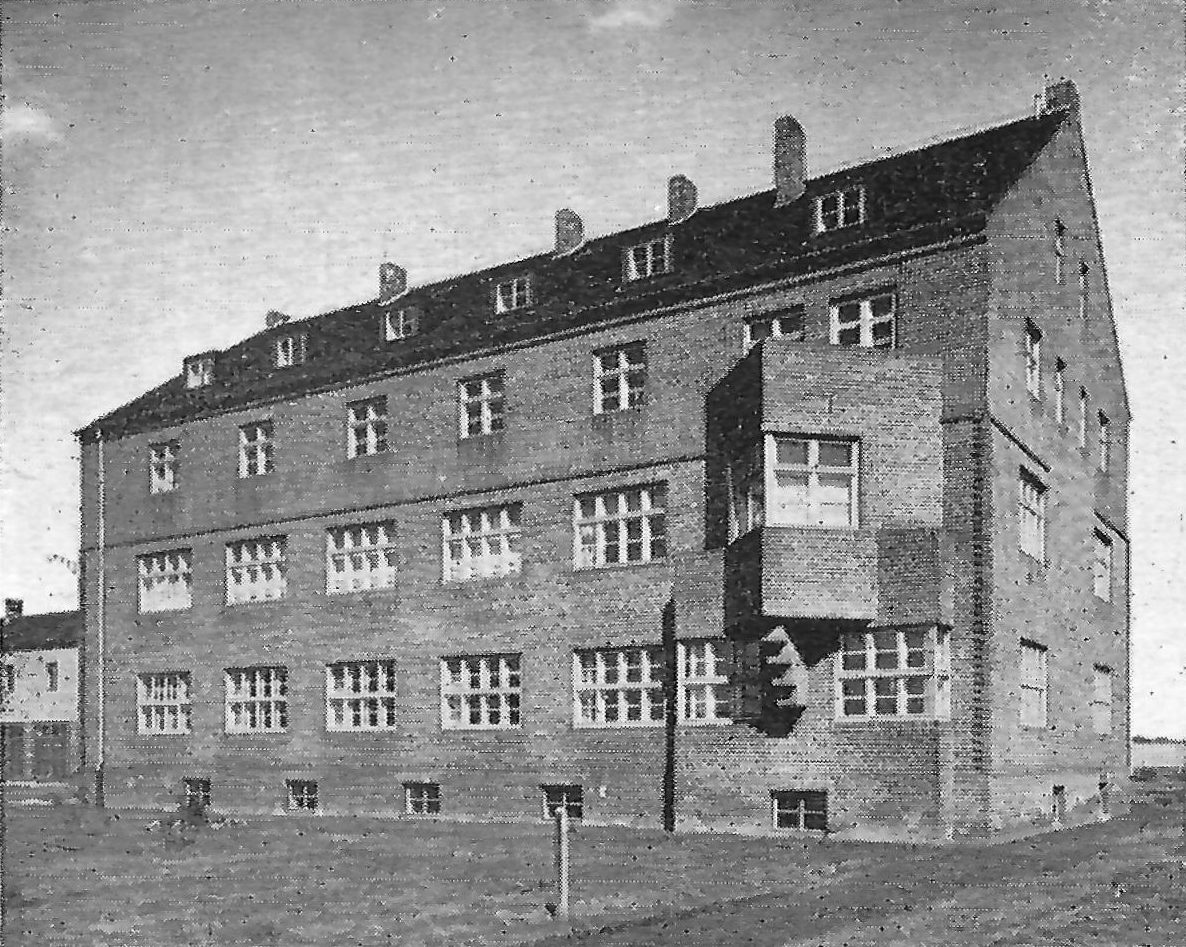
Verwaltungsgebäude in den 1920er Jahren

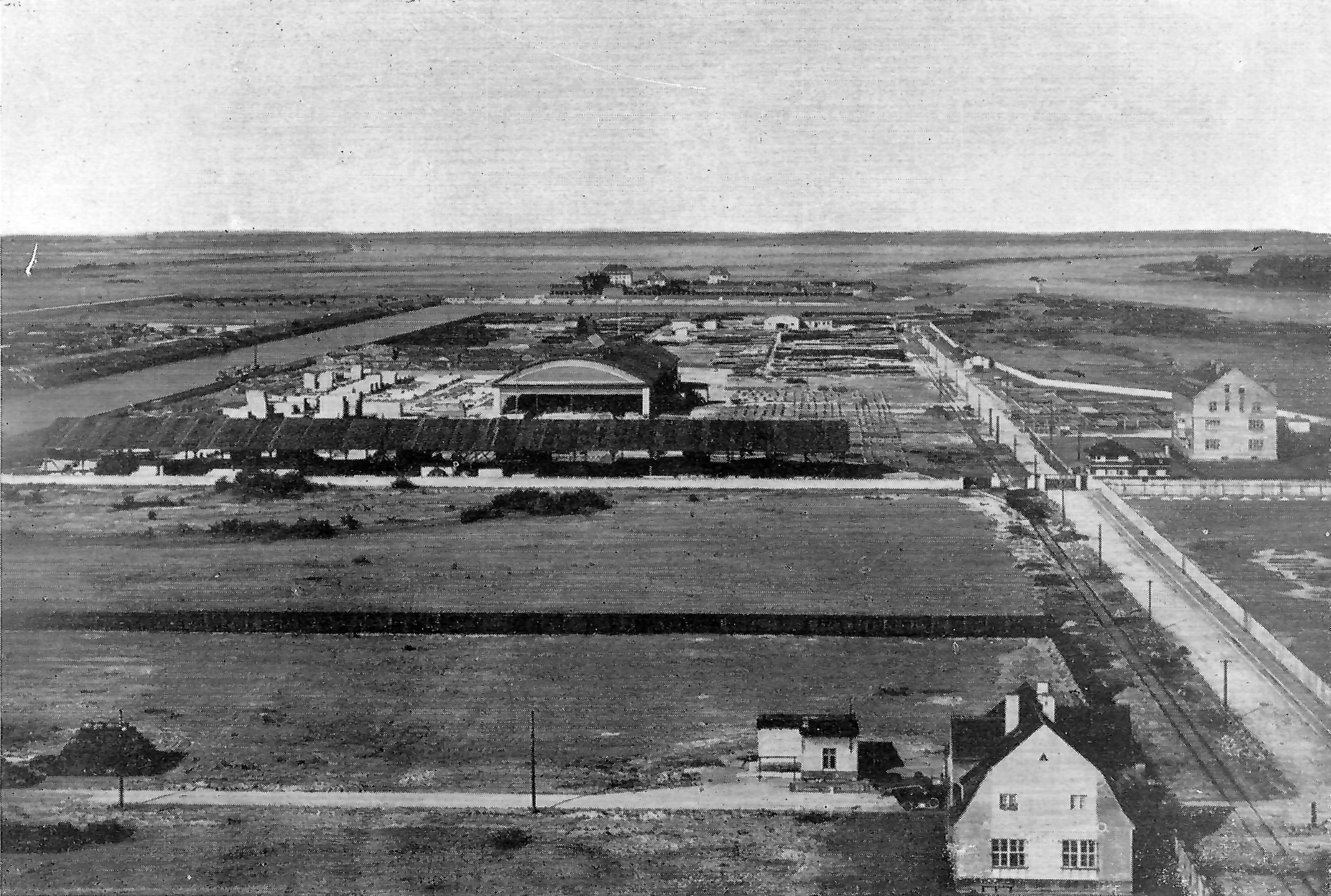
Blick von Süden über das Betriebsgelände von Schubert-Bockwa in den 1920ern

Industriestraße 7 ist die im örtlichen Denkmalverzeichnis eingetragene Bezeichnung für ein denkmalgeschütztes ehemaliges Sägewerk in Magdeburg.

## Lage
Die Anlage befindet sich im Stadtteil Magdeburg-Industriehafen am nördlichen Ende der Industriestraße. Östlich mündet die Straße Agneswerder ein.

## Architektur und Geschichte
Das Sägewerk wurde ab 1923 für das Zwickauer Unternehmen Hermann Schubert - Bockwa AG errichtet. Der Bau der zur Bauzeit sehr modernen Anlage erfolgte durch das aus Stuttgart stammende Unternehmen Kübler.
Es entstand ein dreigeschossiger Verwaltungsbau in einer expressionistischen Gestaltung des Neuen Bauens. An der südwestlichen Ecke des auf rechteckigem Grundriss errichteten Gebäudes befindet sich auf der Langseite vor den beiden oberen Geschossen ein dreieckiger Erker, der im obersten Geschoss als Balkon ausgeführt ist. Bedeckt ist der Bau mit einem Satteldach.
Dazu entstand eine offene Lagerhalle mit Satteldach zur Lagerung von Holz. Sie verfügt (Stand 2009) über eine vorgefertigte frei tragende Stützen-Rahmenbinderkonstruktion und gilt als frühes Beispiel einer solchen Bauweise.
In der Zeit um 1940 wurde das Werk ausgebaut. Hierbei wurde eine Waschkaue sowie ein Löschteich erbaut. So entstand etwas nördlich ein zweigeschossiger aus Backsteinen errichteter mit einem Walmdach bedeckter Bau. Diesem Gebäude schließt sich westlich eine Hofbebauung an (Stand 2009). Mit rundbogigen Arkaden sind Gebäude für Wasch-, Dusch- und Toilettenräume um einen kleinen Innenhof gruppiert. Die Gestaltung der Anlage erinnert an dem Kreuzgang eines Klosters. Im Inneren des Hofs ist der Feuerlöschteich angelegt. Der Teich wurde in späterer Zeit als Freibad genutzt.
Im örtlichen Denkmalverzeichnis ist das Sägewerk unter der Erfassungsnummer 094 70979 als Baudenkmal verzeichnet.
Heute (Stand 2020) wird das Gelände des ehemaligen Sägewerks durch die im Bereich der Windenergieanlagenfertigung tätige Magdeburger Generatorenfertigung GmbH genutzt.